# László Fazekas
László Arpad Fazekas (Boedapest, 15 oktober 1947) is een voormalig Hongaarse voetballer en voetbalcoach. Hij bereikte als speler zijn hoogtepunt in zijn vaderland en trok nadien gedurende een paar seizoenen naar België, waar hij vervolgens ook aan de slag ging als trainer. In 1988 verkreeg hij de Belgische Nationaliteit.

## Carrière

### Speler

#### Club
László Fazekas werd geboren in Boedapest en maakte in diezelfde stad als 18-jarige zijn debuut bij Újpest FC. De jonge aanvaller maakte er al gauw furore en werd in 1968 al voor de eerste keer opgeroepen voor de nationale ploeg. Met zijn club werd hij een jaar later kampioen en verloor hij de finale van de Jaarbeursstedenbeker, de voorloper van de UEFA Cup. Hoewel hij regelmatig scoorde ontpopte hij zich pas op latere leeftijd tot een echte goaltjesdief. In 1976, 1978 en 1980 werd hij telkens topschutter in de Magyar Liga. De laatste keer deed hij dat zelfs zo overtuigend dat hij bijna Europees Topschutter van het Jaar werd. Enkel de Belgische spits Erwin Vandenbergh deed dat jaar beter.
Niet geheel toevallig trok Fazekas nadien naar België. Hij belandde bij het Antwerp FC van trainer Dimitri Davidović. De Hongaar versterkte in die dagen de Antwerpse aanval en scoorde vaak in topwedstrijden. Zo scoorde hij tijdens het seizoen 1980/81 een hattrick tegen zowel Club Brugge als Standard. Ook toen Jean Dockx het roer van Davidovic overnam, bleef Fazekas een vaste waarde. Al stapte hij op het einde van het seizoen wel over naar tweedeklasser Sint-Truiden VV.
Bij STVV begon hij aan zijn laatste seizoen. Hij kreeg nochtans voldoende speelkansen van coach Eric Vanlessen. Fazekas was goed voor 10 doelpunten in 28 wedstrijden. Toch besloot hij er in 1985 een punt achter te zetten.

#### International
Fazekas debuteerde in 1968 voor de Hongaarse nationale ploeg. In 1972 mocht hij niet mee naar het Europees kampioenschap in België. Hij zag hoe bondscoach Rudolf Illovszky voor het opvullen van de aanvalslinie de voorkeur gaf aan drie van zijn ploegmaats. Nadien bereikte Hongarije geen enkel EK meer en dus viel Fazekas nooit te bewonderen op een Europees kampioenschap.
In 1978 mocht de 31-jarige aanvaller wel mee naar het WK '78 in Argentinië. Hongarije verloor alle wedstrijden en werd meteen uitgeschakeld. Vier jaar later mocht hij mee naar het Wereldkampioenschap in Spanje. De toenmalige aanvaller van Antwerp scoorde toen twee keer in de memorabele wedstrijd tegen El Salvador. Hongarije won toen met 10-1. Dat bleek achteraf echter niet voldoende om door te stoten. België en Argentinië plaatsten zich ten koste van Hongarije voor de volgende ronde.
In 1983 werd Fazekas voor de laatste keer opgeroepen, waardoor zijn teller bleef steken op 92 interlands. In totaal scoorde hij 24 keer voor de nationale ploeg. Alleen de Hongaarse voetballegende József Bozsik veroverde meer A-caps dan Fazekas.

### Trainer
Meteen na zijn laatste seizoen als speler ging Fazekas aan de slag als voetbalcoach. Hij vertrok als speler bij STVV en werd trainer van het Brusselse Racing Jet. Na één jaar verkaste hij naar Eendracht Aalst. Met die club trachtte hij te promoveren naar Eerste Klasse, maar slaagde daar niet in.
In 1988 belandde hij bij KRC Harelbeke. Zijn eerste seizoen eindigde in mineur, want Harelbeke degradeerde naar Derde Klasse. Fazekas zakte mee en loodste de club na reeds één seizoen terug naar Tweede Klasse. Vervolgens keerde hij terug naar Eendracht Aalst. Ditmaal slaagde hij wel in zijn opzet. Fazekas strandde met zijn team op de vierde plaats en dwong de promotie af via de eindronde. De club bleek echter te licht voor de hoogste afdeling en zakte na één jaar onverbiddelijk terug naar Tweede Klasse. Voor Fazekas betekende dat het einde bij Aalst.
In 1992 keerde hij terug naar Brussel, waar hij trainer werd van Union Sint-Gillis. Hij bleef er twee jaar maar kon de club niet naar een hoger niveau tillen. Pas in 1995 kreeg Fazekas terug een kans als coach. Eersteklasser Antwerp FC, de club waar hij als speler nog had gevoetbald, haalde hem voor het seizoen 1995/96 binnen als de vervanger van Urbain Haesaert. Fazekas, met assistent Ratko Svilar aan zijn zijde, bengelde met Antwerp onderaan de middenmoot. Met nog enkele wedstrijden te gaan besloot Laszlo om op te stappen. Svilar volgde hem op. Het was Fazekas' laatste club als trainer.